# Френки Фредерикс
Френк „Френки“ Фредерикс (рођен 2. октобра 1967.) је бивши атлетичар из Намибије. Освојио је четири сребрне медаље на 100 и 200 метара на Олимпијским играма (две 1992. и две 1996.). Такође је освојио златне медаље на светским првенствима, светским првенствима у дворани, првенствима Африке и Комонвелта. Он је светски рекордер у дворани на 200 метара, са временом од 19,92 секунде постављеним 1996. године.
Фредерикс је 24 пута трчао брже од 20 секунди на 200 метара. Лични рекорд од 19,68 секунди истрчао је у августу 1996, у олимпијском финалу у Атланти.
Он је и најстарији мушкарац који је трчао брже од 20 секунди на 200 метара. 12. јула 2002. у Риму, Фредерикс је победио на 200 метара у времену од 19,99 секунди у доби од 34 године и 283 дана. Фредерикс је члан савета Светске атлетике, али је 3. марта 2017. био умешан у корупционашки скандал ИААФ, који је проистекао из велике новчане исплате коју је примио 2009.

## Одрастање и образовање
Фредерикс је рођен у Виндхуку, као једино дете Рики Фредерикс, кројачице, и Андриеса Кангутуија, фармера. Одрастао је у градском насељу Катутура, а родитељи су му се растали док је био мали. Године 1981. прелази у католичку школу у Добри да би играо фудбал. Када је добио стипендију на колеџу Конкордија, Фредерикс је почео да тренира атлетику.
Добио је стипендију на Универзитету Бригам Јанг у САД 1987. Тамо је студирао информатику и магистрирао пословну администрацију.

## Атлетска каријера
Године 1990, након што је његова земља постала независна од Јужне Африке, Фредерикс је могао да учествује на међународним такмичењима. На Светском првенству 1991. године, Фредерикс је освојио сребрну медаљу на 200 м. Следеће године, на Летњим олимпијским играма у Барселони, Фредерикс је постао први освајач олимпијске медаље за Намибију када је завршио као други на 100 и 200 метара. 1993. године у Штутгарту је постао први светски шампион из Намибије, победивши на 200 м.
На Летњим олимпијским играма 1996. Фредерикс је био међу фаворитима за титулу и на 100 и на 200 м. Стигао је до оба финала, и у оба поново завршио на другом месту. На 100 м победио га је Донован Бејли који је поставио нови светски рекорд, а на 200 м победио га је Мајкл Џонсон, који је такође поставио нови светски рекорд.
Због повреда, Фредерикс је морао да се повуче са Светских првенстава 1999. и 2001. и Летњих олимпијских игара 2000. Након завршетка сезоне на отвореном 2004, Фредерикс се повукао из такмичења. Трчао је 100 м испод 10 секунди укупно 27 пута.

## Лични рекорди

#### Лични рекорди на отвореном
| Дисциплина | Време (секунде,стотинке) | Ветар     | Место   | Датум          |
| ---------- | ------------------------ | --------- | ------- | -------------- |
| 100 метара | 9,86                     | – 0.4 м/с | Лозана  | 3. јул 1996    |
| 200 метара | 19,68                    | + 0.4 м/с | Атланта | 1. август 1996 |
| 400 метара | 46,28                    |           | Темпе   | 25. март 1989  |

#### Лични рекорди у дворани
| Дисциплина | Време (секунде,стотинке) | Место            | Датум            |
| ---------- | ------------------------ | ---------------- | ---------------- |
| 50 метара  | 5,77                     | Лиевин           | 24. фебруар 2002 |
| 60 метара  | 6,51                     | Торонто          | 12. март 1993    |
| 100 метара | 10,05                    | Тампере          | 12. фебруар 1996 |
| 200 метара | 19,92                    | Лиевин           | 18. фебруар 1996 |
| 300 метара | 32,36                    | Карлсруе         | 28. фебруар 2003 |
| Скок у даљ | 7,57 метара              | Колорадо Спрингс | 22. фебруар 1991 |

## Истрага о подмићивању
3. марта 2017, француски лист Ле Монде известио је да је Фредерикс примио 299.300 долара од Памоџи Спортс Консалтинг (Pamodzi Sports Consulting), компаније у власништву Папа Масата Дијака (сина бившег шефа ИААФ- а Ламина Дијака, који је оптужен за корупцију у Француској). Исплата је припала Јеми Лимитед (Yemi Limited), компанији коју је основао Фредерикс на Сејшелима и извршена је 2. октобра 2009., истог дана када је Рио победио у својој кандидатури за домаћина Олимпијских игара 2016. Фредерикс је негирао да исплата има било какве везе са избором домаћина Олимпијских игара. Тврдио је да су то биле накнаде плаћене за консултантске услуге које је пружио за „штафетно првенство“ и маркетиншке програме који се односе на афричко првенство и друге програме ИААФ.
У време оптужби, Фредерикс је био председник комисије за процену понуда за домаћина Олимпијских игара 2024. Фредерикс је 6. марта 2017. напустио своју позицију у радној групи ИААФ која процењује да ли или када да поново прихвати руско национално спортско тело РусАФ након наводног допинг скандала. Етичка комисија МОК-а је 7. марта 2017. препоручила привремену суспензију Фредерикса са његових дужности везаних за МОК. Пре састанка Извршног одбора МОК-а, Фредерикс се, тврдећи да је невин, повукао са позиције председавајућег тела за избор домаћина Олимпијских игара 2024. Фредерикса је на месту председавајућег процеса избора домаћина Олимпијских игара 2024. заменио бивши генерални секретар ФИБА Патрик Бауман.